# Studnické louky
Studnické louky jsou přírodní rezervace, která leží nedaleko silnice Kulířov – Studnice asi jeden kilometr za Studnicemi. Místo leží na katastru obce Krásensko a rozléhá se na ploše 3,4472 ha. Studnické louky jsou zachovalým úsekem meandrujícího potoka s břehovým porostem olše lepkavé, který protéká podmáčenými loukami. Zde se nachází ohrožení živočichové a ohrožené rostliny. V bezprostřední blízkosti lokality se nacházejí zdroje pitné vody. Rezervace byla vyhlášena v roce 2002. O louku se starají dobrovolníci z Občanského sdružení Barvínek, kteří ji každoročně ručně kosí.

## Přírodní podmínky

### Geologie a pedologie
Podloží tvoří droby a slepence myslejovického souvrství spodního karbonu. Vzhledem k vysoké hladině podzemní vody se zde vyvinuly hydromorfní půdy, a to glej typická a pseudoglej typická. 

### Flora
V mezofilních ovsíkových loukách svazu Arrhenatherion lze nalézt kromě ovsíka vyvýšeného (Arrhenantherum elatius) lze spatřit i tomku vonnou (Anthoxanthum odoratum), kostřavu červenou (Festuca rubra), třeslici prostřední (Briza media), trojštět žlutavý (Trisetum flavescens), lipnici luční (Poa pratensis L.), ovsíř pýřitý (Helictotrichon pubescens), srhu laločnatou (Dactylis glomerata L.).

### Fauna
V území se vyskytují motýli píďalka provázková, ohniváček modrolemý (Lycaena hippothoe), můra plavokřídlec luční (Mythimna impura), osenice stínovaná (Xestia sexstrigata). Hnízdí zde rákosník zpěvný (Acrocephalus palustris), potravu zde nachází drozd kvíčala (Turdus pilaris). 